# Strikeforce Challengers 7
Strikeforce Challengers 7（ストライクフォース・チャレンジャーズ・セブン）は、アメリカ合衆国の総合格闘技団体「Strikeforce」の大会の一つ。2010年3月26日、カリフォルニア州フレズノのセーブマート・センターで開催された。

## 大会概要
本大会ではレイバー・ジョンソンとロロヘア・マヘによるヘビー級戦が組まれた。

## 試合結果

### プレリミナリィカード
第1試合フェザー級 2分3R
○  エイブリー・ケイケオ vs.  クリスチャン・ブロン ×
3R終了 判定2-1
第2試合 ウェルター級 2分3R
○  リッキー・ジャクソン vs.  トリニダード・バルデス ×
1R 1:59 KO（パンチ）
第3試合 バンタム級 2分3R
○  ポール・ルイス vs.  ジョン・チャコン ×
3R終了 判定3-0
第4試合 ヘビー級 5分3R
○  ダニエル・コーミエ vs.  ジョン・デヴァイン ×
1R 1:09 KO（パンチ）

### メインカード
第5試合 ライト級 5分3R
○  ジャスティン・ウィルコックス vs.  シャマール・ベイリー ×
3R終了 判定3-0
第6試合 女子ウェルター級 5分3R
○  ミーシャ・テイト vs.  ゾイラ・フラウスト ×
2R 4:09 腕ひしぎ十字固め
第7試合 ウェルター級 5分3R
○  アンドレ・ガウヴァオン vs.  ルーク・スチュアート ×
3R終了 判定2-1
第8試合 ライトヘビー級 5分3R
○  ロン・アボンゴ・ハンフリー vs.  ジョージ・ブッシュ ×
1R 1:44 ギロチンチョーク
第9試合 ヘビー級 5分3R
○  レイバー・ジョンソン vs.  ロロヘア・マヘ ×
2R 3:29 TKO（レフェリーストップ：スタンドパンチ連打）